# Chiusura centralizzata

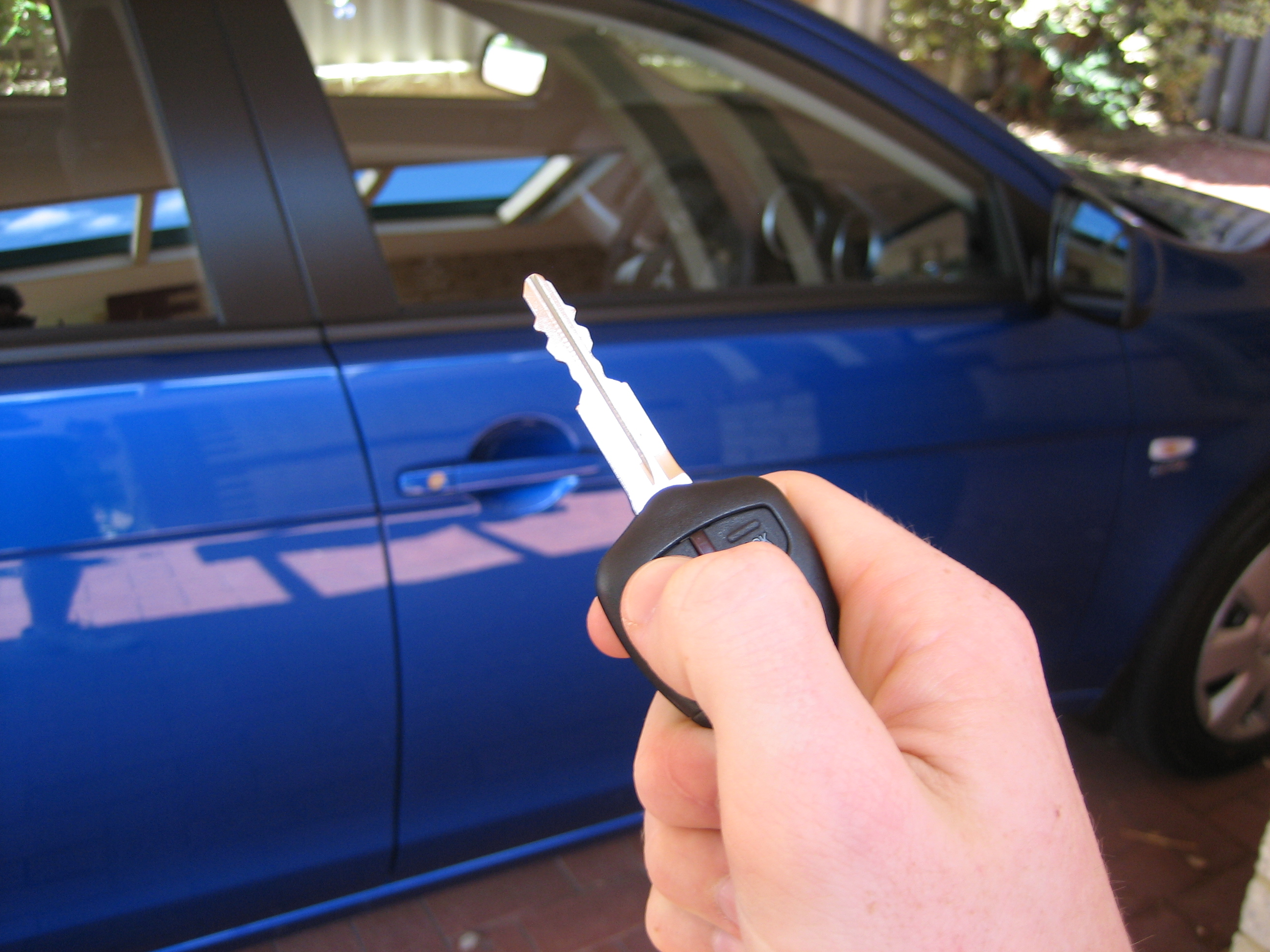
Chiusura centralizzata con comando sulla chiave d’avviamento. Premendo un bottone si aprono le portiere, mentre schiacciandone un altro si bloccano

La chiusura centralizzata permette di aprire o chiudere simultaneamente tutte le portiere di un'autovettura o di un autocarro, premendo un bottone o agendo su un interruttore. 
La chiusura centralizzata è stata introdotta dalla Scripps-Booth nel 1914, ma divenne comune sulle auto di lusso a partire dal 1956, quando la Packard la reintrodusse sulle proprie vetture. Tra la fine del XX secolo e l'inizio del XXI la chiusura centralizzata è diventata popolare su quasi tutte le autovetture, offerta anche tra gli optional. 
Le chiusure centralizzate utilizzate nei primi decenni dall'introduzione aprivano e chiudevano solamente le portiere, mentre in seguito vennero introdotti dei sistemi che agivano anche sull'apertura del bagagliaio e dello sportello del carburante.
Su alcuni modelli di auto moderni le porte si chiudono automaticamente quando il veicolo raggiunge una certa velocità oppure quando è inserita una particolare marcia, mentre si aprono automaticamente quando la vettura è in fase di parcheggio. 
Attualmente è comune un sistema che permette di aprire e chiudere le porte premendo un bottone sulla chiave di accensione del veicolo che ha anche la funzione di ricaricare la batteria contenuta al suo interno mentre la macchina è accesa.